# 大井荘 (相模国)
大井荘（おおいのしょう）は、相模国足上郡（現在の神奈川県大井町）にあった荘園。

## 概要
成立時期は不明であるが、文治4年5月12日（1188年6月8日）付院宣によって、同荘が延勝寺の所領（領家）であったことが知られている（『吾妻鏡』同年6月4日条）。
和田合戦後、恩賞として二階堂行村に与えられてその子孫に分割・継承された。例えば、文永9年（1272年）に行村の曾孫・二階堂行景は、政所下文によって同荘の金子郷・吉田島が安堵されたことが知られているが、13年後の霜月騒動で討たれたために没収されている。一方、他の地域はその後も二階堂氏が引き続き支配していたことが知られている。